# Ulrich Frey
Ulrich Frey (* 16. September 1918 in Burgdorf; † 17. Oktober 2006 in Bern) war ein Schweizer Arzt.

## Leben
Ulrich Frey studierte von 1937 bis 1943 Medizin in Bern und Genf. In den 1940er-Jahren war er in der Universitätsklinik Bern angestellt. Von 1943 bis 1945 war er Mitarbeiter bei der Ärztekommission des Schweizerischen Roten Kreuzes in Griechenland. Von 1945 bis 1951 war er „Assistent in Basel, Bern, Zürich und Wien“, danach „Privatarzt“. Von 1952 bis 1968 war er Sportarzt der Schweizer Olympiamannschaft, von 1971 bis 1973 Berner Kantonsarzt, und schliesslich „Lektor für Präventivmedizin“ an der Universität Bern. Von 1974 bis 1983 war er Direktor des Eidgenössischen Gesundheitsamtes; unter seiner Leitung erfolgte die Teilrevision des Betäubungsmittelgesetzes, die Totalrevision der Medizinalprüfungsverordnung und die Totalrevision des Lebensmittelgesetzes. Von 1976 bis 1984 war er ehrenamtlicher Mitarbeiter der Abteilung III des Forschungsrates des Schweizerischen Nationalfonds.

## Veröffentlichungen (Auswahl)
- Festschrift zum Anlass des 75jährigen Bestehens der Privatklinik Engeried in Bern. Privatklinik Engeried, Bern 1982.
- Mit Anna Schönholzer, Hans Pfisterer, Reinhold Käser, Hermann Lüthi, Svse[?] (Herausgeber) et al. Die Gesundheit unserer Jugend: ein Aerzte-Team gibt Auskunft. Schriftenreihe der schweizerischen Vereinigung Schule und Elternhaus, Bd. 34. Verlag der Kunstanstalt Brügger, Meiringen 1973.
- Psychohygiene des Chefs. Freiburg 1971.
- Mit Doris Dienelt, Max Flückiger, Peter Haller, Urs Hedinger, Christoph Kappeler, Reimar Rohrbeck und Richard Schwertfeger. Die Schweizerischen Studierenden an der Universität Bern. Paul Haupt Verlag, Bern 1960.
- Sportmedizin und Leibesübungen. Paul Haupt Verlag, Bern 1959.
- Mit G. Schönholzer und E. Grandjean (Redaktion). Die sportärztliche Untersuchung. Dr. Wander, Bern 1957.
- Mit Hans Martin Sutermeister. Der Arzt. Paul Haupt Verlag, Bern 1956
- Mit B. Steinmann: Die Kreislaufwirkung des Pervitins beim ruhenden Gesunden. Research in Experimental Medicine. vol. 107, nr. 6. Springer Verlag, Berlin/Heidelberg 1940. Seiten 60–74. doi:10.1007/BF02618821 Oder: Universität Bern, 1941 oder 1944. (Besprechung des Experiments doi:10.1007/BF02624122)